# Teofilacto (hijo de Miguel I Rangabé)
Teofilacto Rangabé (en griego: Θεοφύλακτος Ῥαγγαβέ; c. 793 – 15 de enero de 849) fue el hijo mayor del emperador bizantino Miguel I Rangabé y nieto, por parte materna, de Nicéforo I. Fue coemperador menor junto a su padre durante el reinado de este último, y fue tonsurado, castrado y exiliado a la Isla de la Plata tras su derrocamiento, bajo el nombre monástico Eustracio.

## Biografía

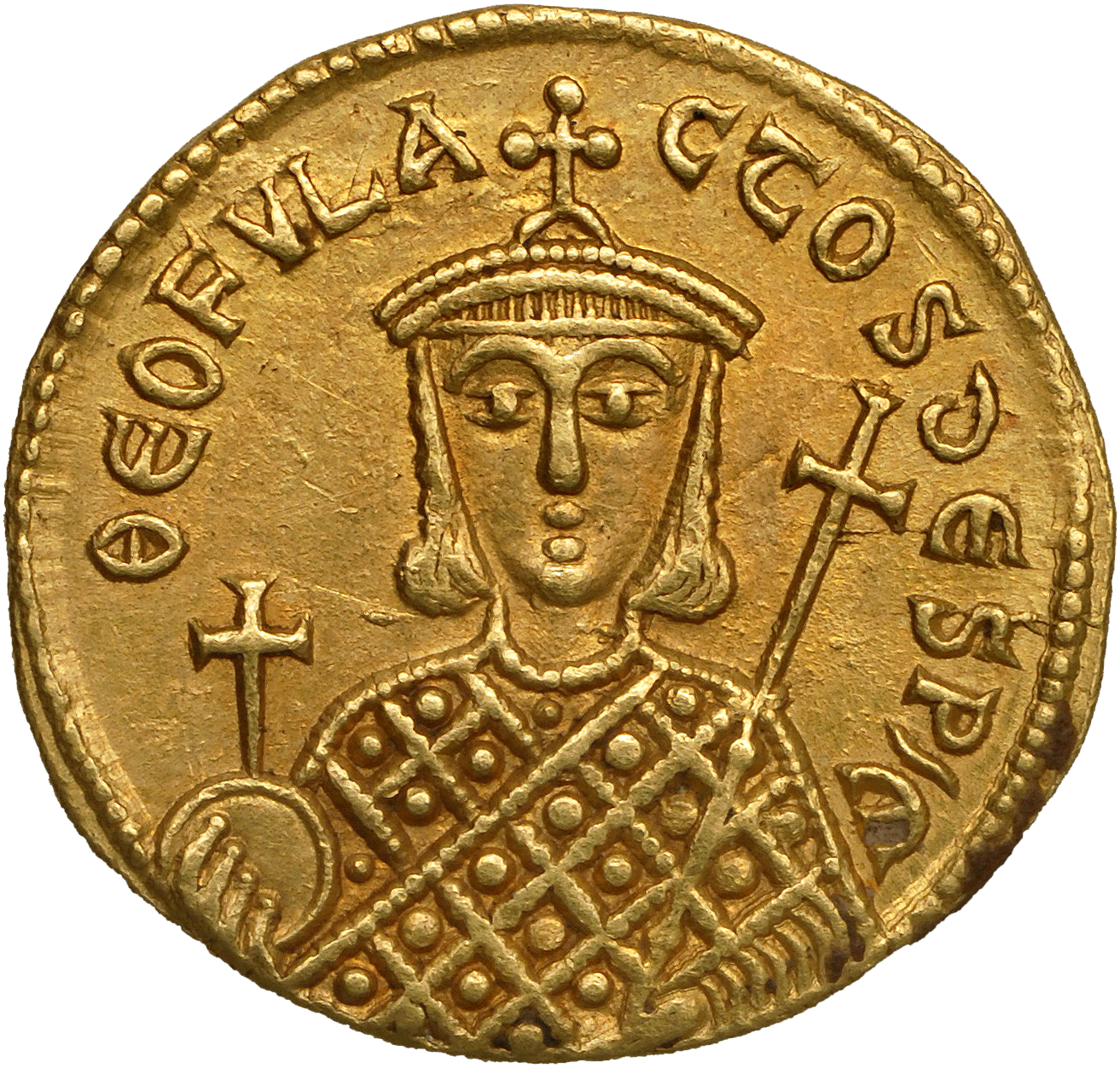
Representación de Teofilacto en un Sólido

Teofilacto nació de Miguel I Rangabé y Procopia c. 793. Era el hijo mayor de la pareja, pero la lista de sus hermanos que aparece en la hagiografía del patriarca Ignacio de Constantinopla, que era el hermano menor de Teofilacto, no es clara en cuanto a si era el hijo mayor o nació después de su hermana mayor Gorgo. La misma fuente también afirma que fue coronado junto a su hermano Estauracio. Recibió su nombre de su abuelo paterno, el drungario del Dodecaneso Teofilacto Rangabé, que había participado en una fallida conspiración para arrebatarle el trono a la emperatriz-regente Irene de Atenas en  780. Sin embargo, su abuelo materno, el emperador Nicéforo I, llegó a ser Logoteta (ministro de finanzas) bajo el reinado de la emperatriz Irene antes de deponerla finalmente en octubre de 802.
Tras la muerte de Nicéforo en la Batalla de Pliska el 26 de julio de 811 y la mutilación de su único hijo y heredero Estauracio en la misma batalla, el 2 de octubre el Senado bizantino y las unidades de guardia tagmata aclamaron al yerno de Nicéforo, Miguel Rangabé, como emperador y obligaron a Estauracio a abdicar. Miguel se dispuso inmediatamente a consolidar su gobierno, distribuyendo generosos regalos, coronando a su esposa como augusta el 12 de octubre y, finalmente, coronando a Teofilacto —que entonces tenía dieciocho años— como coemperador en Santa Sofía el día de Navidad, el 25 de diciembre de 811. Casi al mismo tiempo, Miguel envió una embajada bajo el mando del obispo Miguel de Sinada a la corte franca, que, entre otras cuestiones, planteó la posibilidad de un matrimonio imperial entre Teofilacto y una de las hijas de Carlomagno. A pesar de la cálida recepción en Aquisgrán y la ratificación de un tratado de paz entre ambos reinos, Carlomagno, quizás receloso tras los repetidos fracasos de los sucesivos esfuerzos en ese sentido durante las décadas anteriores, dudó en aceptar tal unión.
No se sabe nada más de Teofilacto hasta el 11 de julio de 813, cuando Miguel, ante una revuelta militar bajo el mando de León el Armenio, abdicó. Miguel y su familia buscaron refugio en la iglesia de la Virgen del Faro, donde fueron tonsurados como monjes y monjas. Miguel y sus hijos fueron castrados para incapacitarlos para reclamar el trono en el futuro, y exiliados a Yassıada, una de las Islas de los Príncipes en el Mar de Mármara (aunque los historiadores posteriores Juan Skylitzes y Zonaras mencionan la isla de Prote).  León les concedió un estipendio anual. Según Teófanes Continuatus, Teofilacto, que adoptó el Nombre religioso Eustracio (Εὐστράτιος), murió cinco años después que su padre, el 15 de enero de 849, y fue enterrado junto a él en una iglesia de la Isla de la Plata. Teófanes Continuato también informa que su cuerpo (o quizás el de su padre) fue trasladado posteriormente por su hermano, el patriarca Ignacio, al monasterio conocido como "tou Satyrou".